# Incendie de la Maison des syndicats d'Odessa
L'incendie de la Maison des syndicats d'Odessa est un évènement qui se déroule le 2 mai 2014 dans le cadre des troubles prorusses en Ukraine au lendemain de la réussite du mouvement de l'Euromaïdan et le déclenchement de la guerre du Donbass. L'incendie résulte des émeutes du 2 mai (uk) pendant les confrontations à Odessa et les manifestations anti-Maïdan.
Pourchassés, les manifestants prorusses trouvent refuge dans la Maison des syndicats d'Odessa, un point de repère du centre-ville situé sur le terrain Koulikovo. Dans l'incendie, 42 d'entre eux sont tués ; 6 sont morts plus tôt dans la journée lors des affrontements.
Selon le gouvernement ukrainien, du chloroforme, entreposé dans le bâtiment pour une raison encore inconnue, serait responsable de la mort des occupants.
Selon le reporter Paul Moreira (qui n'était pas présent sur place), l'incendie a été « provoqué par les cocktails Molotov de milices nationalistes ukrainiennes ».

## Événements

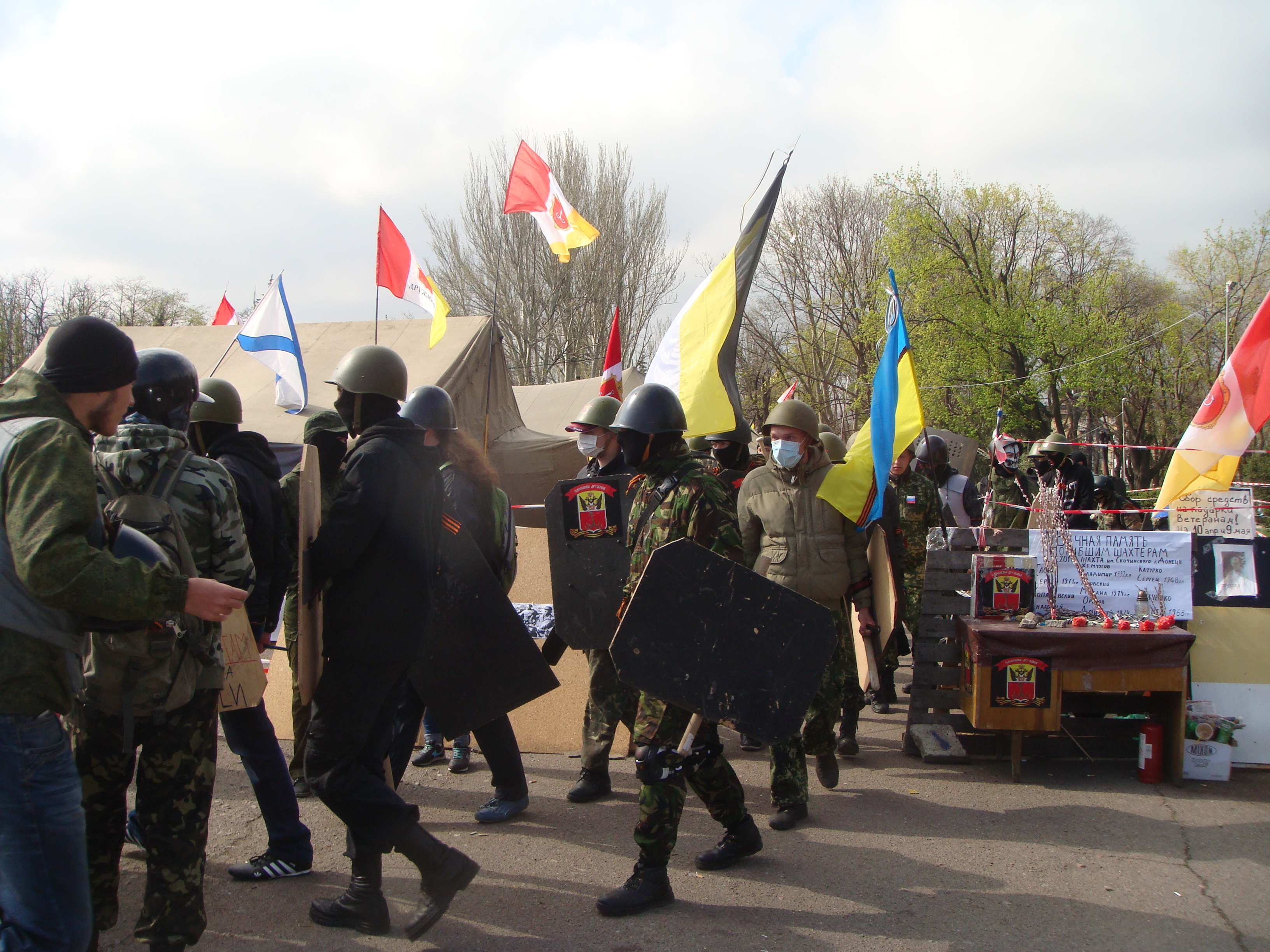
Campement des militants prorusses le 13 avril.

À la suite du mouvement Euromaïdan, qui a conduit à la chute du président Viktor Ianoukovytch le 22 février (le Révolution ukrainienne de 2014), des protestations et des troubles éclatent dans les régions russophones de l'Est et du Sud du pays, fief électoral de l'ancien pouvoir. Odessa reste au départ plutôt calme, avec des manifestations sporadiques de proMaïdan, antiMaïdan et de groupes prorusses. Des militants prorusses forment un campement fait de tentes sur la place centrale du terrain Kulikovo.
Le 2 mai 2014, comme la situation se dégrade de plus en plus dans l'oblast de Donetsk, les manifestants proMaïdan décident d'organiser un rassemblement pour une Ukraine unie à Odessa. Il a lieu à 14 heures sur la place Soborna (uk), avec environ 1 500 personnes, dont des supporters du Tchornomorets Odessa et du FC Metalist Kharkiv, des militants d’extrême-droite du Secteur droit et d'autres partisans de l'unité ukrainienne,.
Ce type de marches est une tradition régulière avant les matchs de football dans la région. Après avoir descendu la rue Deribasovskaïa, les supporters des deux équipes chantent ensemble l'hymne national ukrainien et scandent des slogans patriotiques tels que « Odessa, Kharkiv, Ukraine », et d'autres chansons contre le président russe Vladimir Poutine. Les membres de l'Organisation pour la sécurité et la coopération en Europe (OSCE) ont déclaré qu'ils ont vu environ une centaine de militants pro-unité en tenue de camouflage avec des bâtons et des boucliers. Le candidat prorusse à la mairie d'Odessa, Hennadiy Troukhanov et le pro-ukrainien Oleksandr Dubovoy (en) qui a dirigé la campagne électorale de Ioulia Tymochenko dans la ville, ont tous deux été accusés d'avoir engagé des titouchky, payés pour disperser des manifestations par la violence.
Les participants ont averti des journalistes avant la marche qu'ils avaient découvert à travers les médias sociaux que les « partisans antiMaidan ont appelé tout le monde à se rassembler et à écraser la marche pro-unité ».
Selon les rapports du gouvernement ukrainien, un bus des séparatistes prorusses a été arrêté alors qu'il tentait d'entrer dans la ville, mais ils ont été rapidement remis en liberté sur ordre d'un fonctionnaire de police de haut rang.

### Escalade des affrontements
Le défilé est ensuite attaqué dans la rue Hretska (uk) par une foule prorusse du groupe Odesskaya Druzhina armée de bâtons et d'armes à feu,,. Les deux parties échangent des pierres et des cocktails Molotov et des barricades sont construites dans la ville durant l'après-midi. Certains témoins affirment que la première victime est un manifestant pro-Ukraine tué d'une balle d'arme automatique dans le poumon autour de 13 h 40,. En effet un partisan antiMaïdan, armé d'un fusil d'assaut Kalachnikov, ouvre le feu dans une ruelle menant dans la rue Derybasivska.
Quelques coups de feu sont tirés sur la foule depuis le toit du centre commercial Afina.

### Incendie de la Maison des syndicats

#### Déroulement

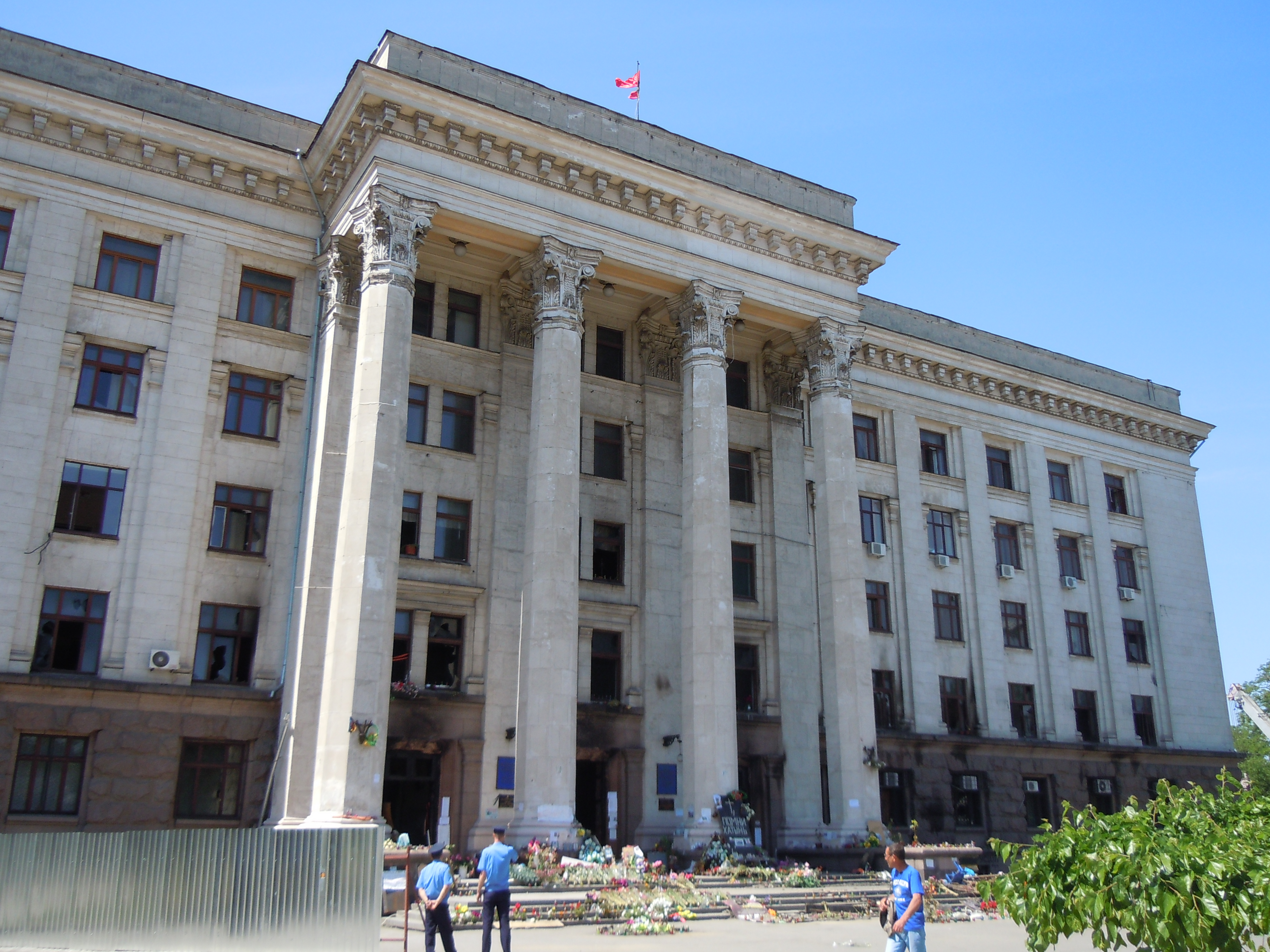
La Maison des syndicats après l'incendie.

Dès que la nouvelle de l'attaque par des manifestants prorusses se répand, des manifestants pro-ukrainiens lancent sur les réseaux sociaux un appel pour aller à Kulikovo et détruire le camp des antiMaïdan. En conséquence, la foule prorusse est ensuite submergée par les manifestants pro-ukrainiens et leur campement à l'extérieur de la Maison des syndicats est incendié,,. Cela force les prorusses à entrer dans ce bâtiment et à l'occuper. Le bâtiment, situé à Koulikovo, dans le centre-ville, comporte cinq étages et est le siège de la fédération régionale des syndicats d'Odessa.
Les rapports sur le déroulement de la suite des évènements varient selon les sources. Tout en défendant le bâtiment, les militants sur le toit ont jeté des pierres et des cocktails Molotov sur les manifestants situés en contrebas,. Un rapport de l'Agence ukrainienne d'information indépendante (UNIAN) indique que la foule pro-Ukraine a commencé à jeter des cocktails Molotov dans le bâtiment après avoir été repoussée par le groupe prorusse. BBC News a déclaré que la situation était difficile, plusieurs sources indiquant que les deux parties avaient échangé des cocktails Molotov. Un témoin oculaire déclare à la BBC que le feu a commencé au troisième étage, quand un cocktail Molotov a été lancé sur une fenêtre fermée de l'intérieur du bâtiment, et le Kyiv Post rapporte que plusieurs bouteilles enflammées détenues par des militants de l'unité ukrainienne à l'extérieur ont été jetées dans l'entrée et à travers les fenêtres des deuxième et quatrième étages,. 
Une enquête officielle menée par le ministère de l'Intérieur ukrainien déclare que, bien qu'aucune arme à feu n'ait été trouvée à l'intérieur du bâtiment, ceux sur le toit tiraient sur la foule en dessous, et ont accidentellement mis le feu au bâtiment tout en jetant des cocktails Molotov,.  
Bien que la responsabilité de l'incendie n'ait pas été déterminée, celui-ci a commencé aux deuxième et troisième étages de l'immeuble, et s'est propagé rapidement. Les pompiers n'arrivent qu'une heure après le début de l'incendie. Treize unités d'engins d'incendie et de secours sont envoyées sur les lieux, mais elles sont empêchées de fonctionner en raison du grand nombre de personnes rassemblées autour du bâtiment. Une partie de ceux qui essayent d'échapper à l'incendie sont battus lors de leurs tentatives de fuite par des manifestants pro-ukrainiens,. Certains pro-ukrainiens chantent leur joie tandis que d'autres aident les personnes piégées à sortir du bâtiment.

#### Bilan humain
Selon un premier bilan, trente-deux personnes sont mortes dans l'incendie : vingt-trois à la suite d'une intoxication au monoxyde de carbone et huit après avoir sauté par les fenêtres pour échapper aux flammes. Selon le journaliste du Monde Benoît Vitkine, quarante-deux manifestants sont morts dans l'incendie, alors que six autres avaient été tués plus tôt lors des affrontements en ville.
Au total, quarante-trois personnes au moins sont mortes en une journée à la suite des affrontements. La police a dit qu'au moins trois personnes ont été abattues,,, le personnel hospitalier a indiqué que 174 personnes ont été blessées, dont 25 étaient dans un état critique. 172 personnes ont été arrêtées à la suite du conflit, et 38 survivants ont été arrêtés par la police après avoir évacué le bâtiment en flammes,.
Un correspondant TSN a rapporté que quinze des morts dans l'incendie étaient des citoyens russes, et que cinq étaient originaires de Transnistrie. Le conseiller municipal d'Odessa Dmitry Spivak a également déclaré que certains des émeutiers étaient originaires de Transnistrie. Le ministère de l'Intérieur a déclaré que l'identité de la plupart des victimes du 2 mai n'a pas été déterminée, en dépit de ces rapports.

#### Conséquences politiques

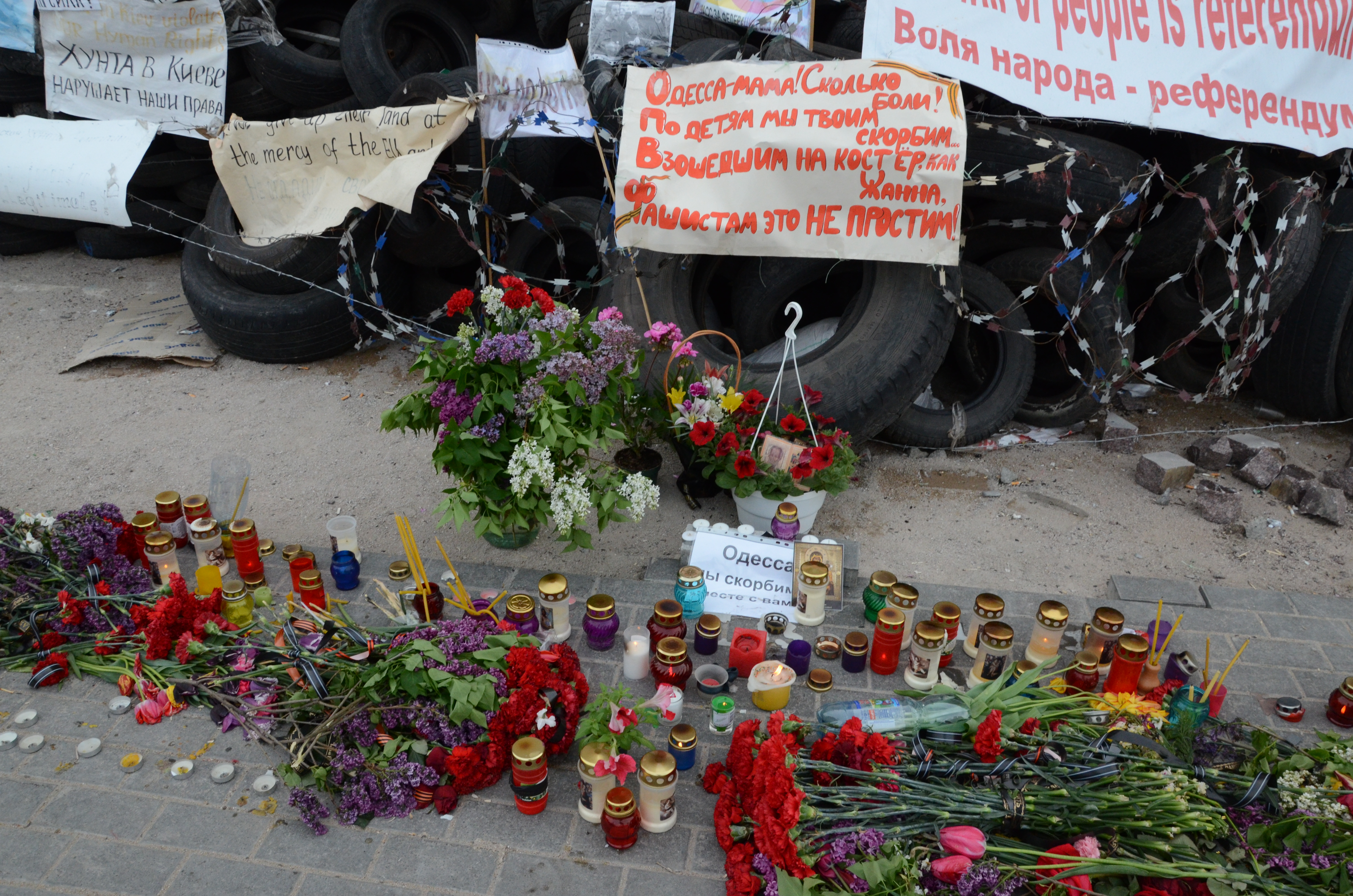
Un mémorial aux victimes des affrontements, le 4 mai à Donetsk.

Deux jours de deuil sont décrétés dans la ville. Les manifestants prorusses et pro-ukrainiens se rassemblent devant le lieu de l'incendie le lendemain. Environ 2 000 manifestants prorusses se réunissent à l'extérieur du bâtiment en chantant. Il y a une forte présence de la police et quelques bagarres entre les manifestants.
Selon Benoît Vitkine, qui a effectué un reportage à Odessa un an après le drame, « l'enquête judiciaire est opaque, la police ne communique pas ». Il a recueilli l'avis d'un chef de milice pro-ukrainienne, Mark Gordienko : « Le 2 mai, c’est notre victoire [...]. Une victoire sanglante, mais vitale. Sans elle, nous serions en guerre ici aussi, avec des milliers de morts, et pas seulement cinquante. ». Gordienko fait allusion à la guerre du Donbass. 
Paul Moreira qualifie pour sa part l'incendie de la Maison des syndicats de « massacre à bas bruit » : « Quand j’ai commencé cette enquête sur l’Ukraine, j’ai découvert avec sidération à quel point le massacre d’Odessa en mai 2014 avait disparu de la mémoire du grand public français ».
Dans un rapport publié en 2019, la Mission de surveillance des droits de l'homme du Haut-Commissariat des Nations unies aux droits de l'homme reproche aux autorités ukrainiennes de ne pas avoir fait le nécessaire pour mener une enquête impartiale et identifier les responsables de l'incendie. Par ailleurs, la mission regrette que certains suspects, parmi lesquels des responsables chargés du maintien de l'ordre, aient pu fuir en Russie et avoir ensuite reçu la nationalité russe. 
Le 20 février 2022, Vladimir Poutine a évoqué l'incendie lors d'une conversation téléphonique avec Emmanuel Macron, au paroxysme de la crise diplomatique russo-ukrainienne de 2021-2022. Répondant à une mention par Macron des « autorités démocratiquement élues » en Ukraine, Poutine a déclaré « Ce n'est pas un gouvernement démocratiquement élu. Ils ont accédé au pouvoir par un coup d'État sanguinaire. Il y a eu des gens brûlés vifs. C'était un bain de sang. Et Zelensky est l'un des responsables ». Poutine a décidé la reconnaissance diplomatique des deux républiques de Donetsk et de Lougansk (proclamées huit ans plus tôt) le lendemain. Trois jours après, l'armée russe a commencé sur son ordre l'invasion de l'Ukraine,,.  

#### Inspiration littéraire
Le romancier belge Paul Colize s'est inspiré de ces événements pour mettre en scène, dans son roman Zanzara (Paris, Fleuve noir, 2017) les aventures d'un journaliste d'investigation enquêtant sur la mort d'un barbouze impliqué dans le massacre d'Odessa. Sa thèse repose sur la présence de mercenaires dans l'opération, et sur son caractère prémédité[réf. nécessaire].
Alex de Brienne a consacré un épisode de la série KO à ces évènements intitulée Massacre à Odessa (Livre de Poche, 2017). L'auteur analyse chaque piste évoquée : mafia locale, commande de la Central Intelligence Agency (CIA), accident, provocation russe du Service fédéral de sécurité de la fédération de Russie (FSB)[réf. à confirmer].